# UMTS Terrestrial Radio Access Network

Schematische Darstellung der UMTS-Systemarchitektur

Das UMTS Terrestrial Radio Access Network, kurz UTRAN, ist eines der hierarchisch aufgebauten Funkzugangsnetze zu einem Mobilfunknetz nach UMTS-Standard. Es wird auch als Radio Access Network (RAN) bezeichnet. Weitere mögliche Funkzugangsnetze sind GERAN (GSM EDGE Radio Access Network, auch: BSS) und E-UTRAN (Evolved UTRAN).
Ein UTRAN besteht aus einem oder mehreren RNS, jedes RNS besteht aus mindestens einer Basisstation (die im Kontext von UMTS als NodeB bezeichnet wird), und genau einem Radio Network Controller (RNC)
Das RNS übernimmt das Übertragen der Daten vom und zum Kernnetz, verwaltet die Funkressourcen, realisiert die Verbindungsübergabe bei einem Zellwechsel und übernimmt das Kodieren der Funkkanäle. Es kommuniziert mit dem Kernnetz (Core Network, CN) über das Iu-Interface und mit den Endgeräten (User Equipment, UE) über das Uu-Interface. Verschiedene RNS kommunizieren über das Iur-Interface miteinander.
Durch das WCDMA-Multiplexen der Übertragungen werden viele Mechanismen realisiert, die bei GSM nicht vorgesehen waren und auch nicht benötigt wurden. So gibt es bei UTRAN neue Restriktions- bzw. Zugriffs-Verfahren, die erst für das UMTS-Netz notwendig wurden.
Eine wichtige Eigenschaft des UTRAN-Netzwerks ist die Makrodiversität, bei der das Endgerät (z. B. das Mobil-Telefon) über zwei Kanäle exakt dieselbe Information überträgt, sodass der Radio Network Controller (die „Bodenstation“) ein möglichst fehlerfreies Signal aus den beiden Übertragungen errechnen kann. Hierbei werden oft die Begriffe Combining (engl. kombinieren) und Splitting (engl. teilen) verwendet, die die Verarbeitung der zwei Datenströme beschreiben.
Durch die Makrodiversität wird unter anderem eine höhere Zellen-Kapazität des UMTS-Netzwerkes und eine bessere Sendeleistungs-Aufteilung gewährleistet.